# Operazioni navali nella guerra di secessione americana

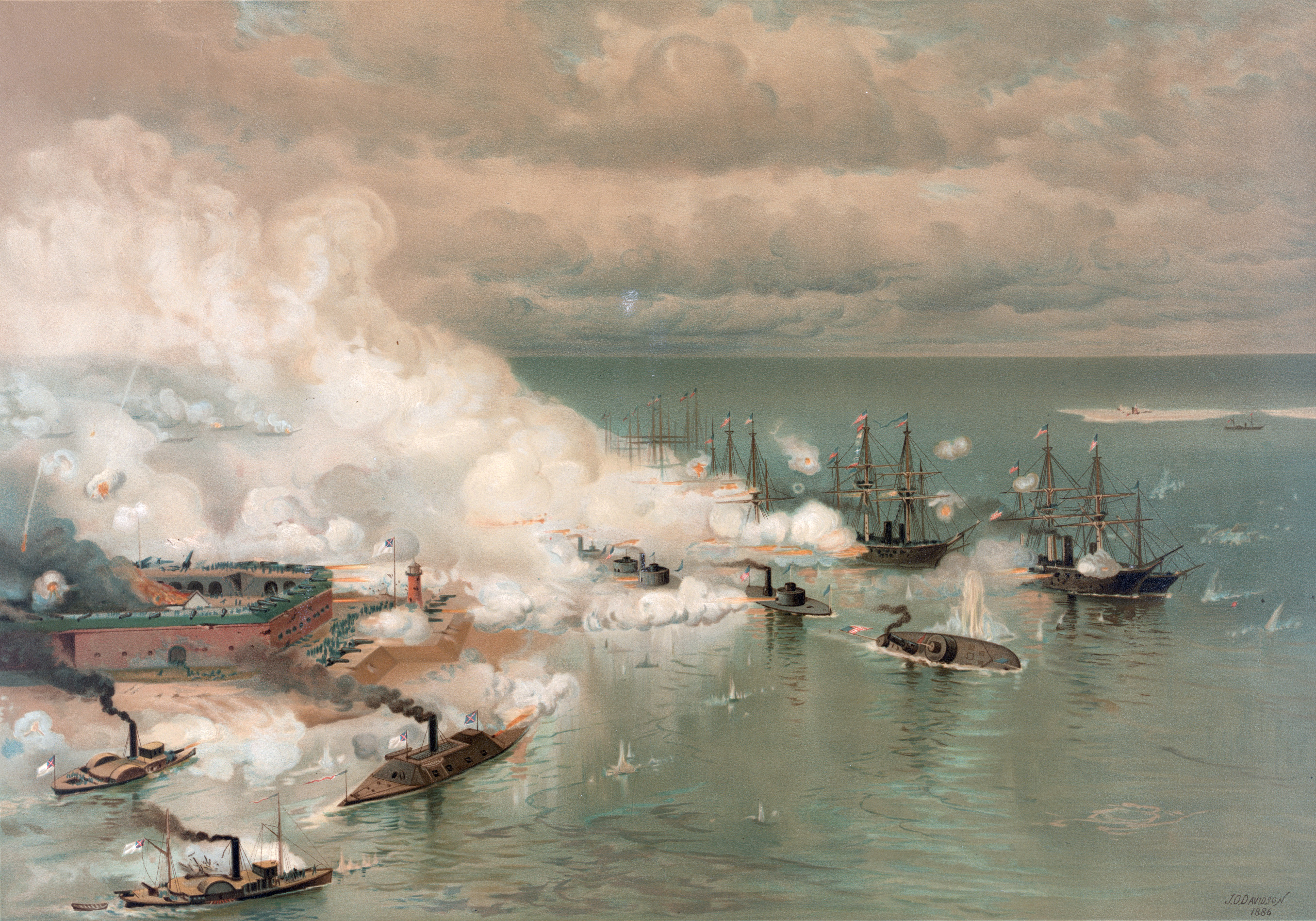
Dipinto di Louis Prang che ritrae la battaglia della baia di Mobile.

La guerra di secessione americana, detta anche guerra civile americana, venne combattuta dal 12 aprile 1861 al 26 maggio 1865 fra gli Stati Uniti d'America e gli Stati Confederati d'America (CSA), entità politica sorta dalla riunione confederale di Stati secessionisti dall'Unione (guerra di secessione americana). Questo conflitto venne combattuto dagli schieramenti anche attraverso le forze navali.

## Guerra navale. Il blocco
Poco oltre la metà di aprile del 1861(subito dopo il bombardamento da parte delle forze secessioniste e relativa battaglia di Fort Sumter) la presidenza di Abraham Lincoln proclamò il blocco navale di tutti i porti del profondo Sud. Il blocco messo efficacemente in atto dall'Union Navy colpì duramente i traffici della Confederazione, interrompendo quasi del tutto il commercio internazionale ed ostacolando anche quello locale tra i porti degli Stati sudisti.
Anche se venne combattuto un numero relativamente basso di battaglie navali, in cui ben pochi uomini rimasero uccisi, il blocco impedì al Sud di esportare la sua massima risorsa, il cotone, rovinandone quasi completamente l'economia.
Alcuni investitori dell'impero britannico allestirono allora navi piccole e veloci, che partendo da Cuba e dalle Bahamas, cercavano di violare il blocco, portando nei porti del Sud armi, rifornimenti militari e generi di lusso, appetiti dall'alta società confederata.
I cosiddetti corridori del blocco o "violatori del blocco" tornavano poi indietro, non prima di aver acquistato tabacco e cotone da rivendere nel Regno Unito di Gran Bretagna e Irlanda. I profitti erano ovviamente alti e i rischi relativi: gli equipaggi erano di nazionalità britannica e, in caso di cattura, venivano rilasciati. I carichi catturati andavano all'asta ed il ricavato veniva equamente distribuito ai marinai unionisti.
La guerra navale vide diverse innovazioni tecnologiche, come le prime corazzate e i primi sommergibili in servizio effettivo. La confederata CSS Virginia, nel suo viaggio di prova ad Hampton Roads, affondò la nave unionista USS Cumberland ed incendiò la USS Congress. Il secondo giorno si scontrò con la corazzata unionista USS Monitor, episodio che vide la vittoria strategica dell'Unione.
Altri scontri navali divenuti celebri saranno la Battaglia dell'Isola numero 10, la Battaglia di Memphis, la Battaglia di Drewry's Bluff, la Battaglia di Fort Hindman e la Battaglia della baia di Mobile.

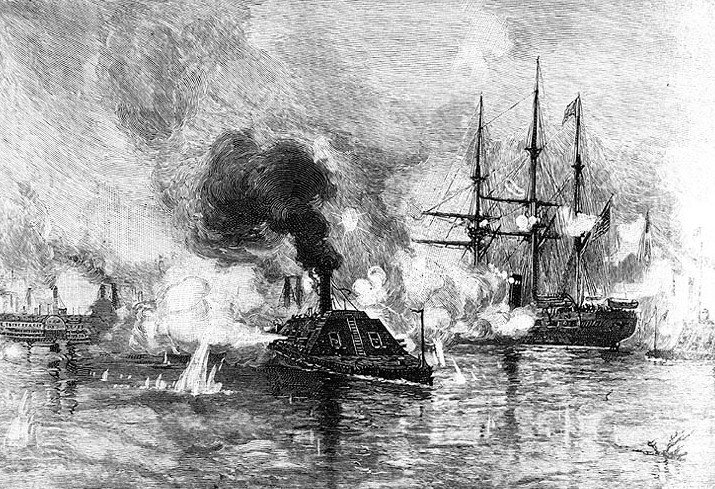
La CSS Arkansas muove attraverso la flotta dell'Unione davanti a Vicksburg, 15 luglio 1862

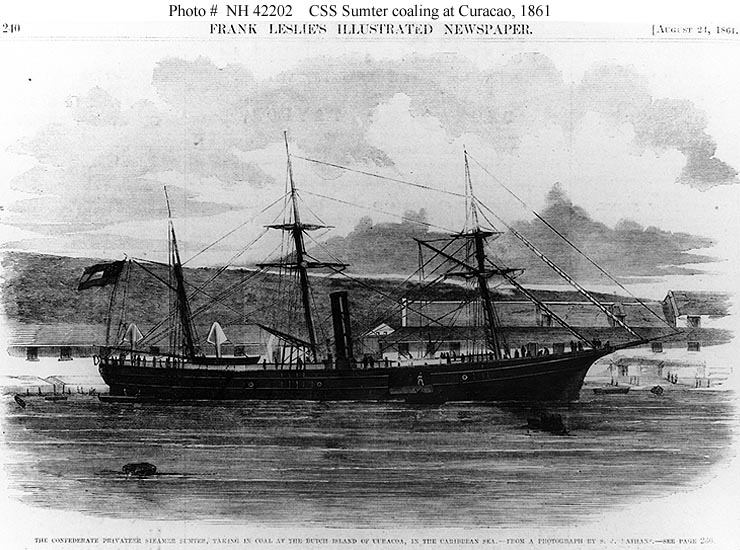
Lo sloop-of-war a vapore CSS Sumter.

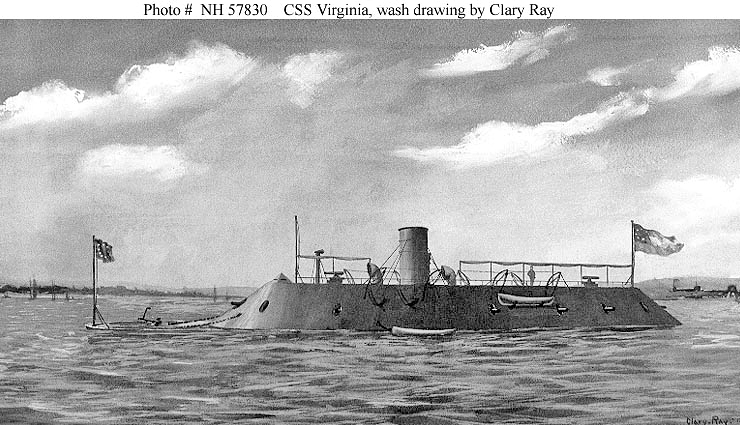
La corazzata CSS Virginia, ex USS Merrimac.

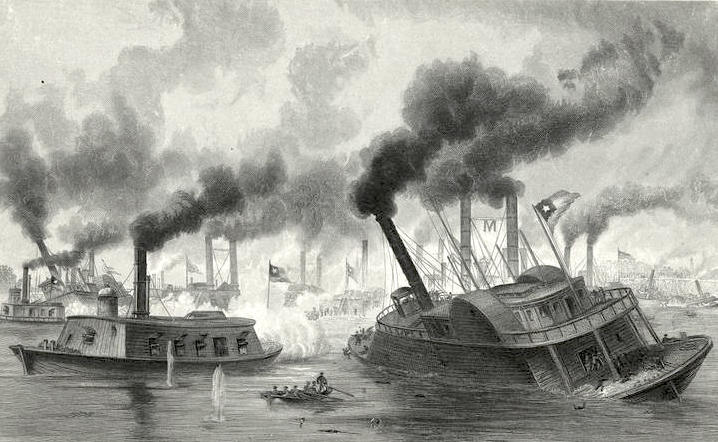
Illustrazione della battaglia di Memphis.

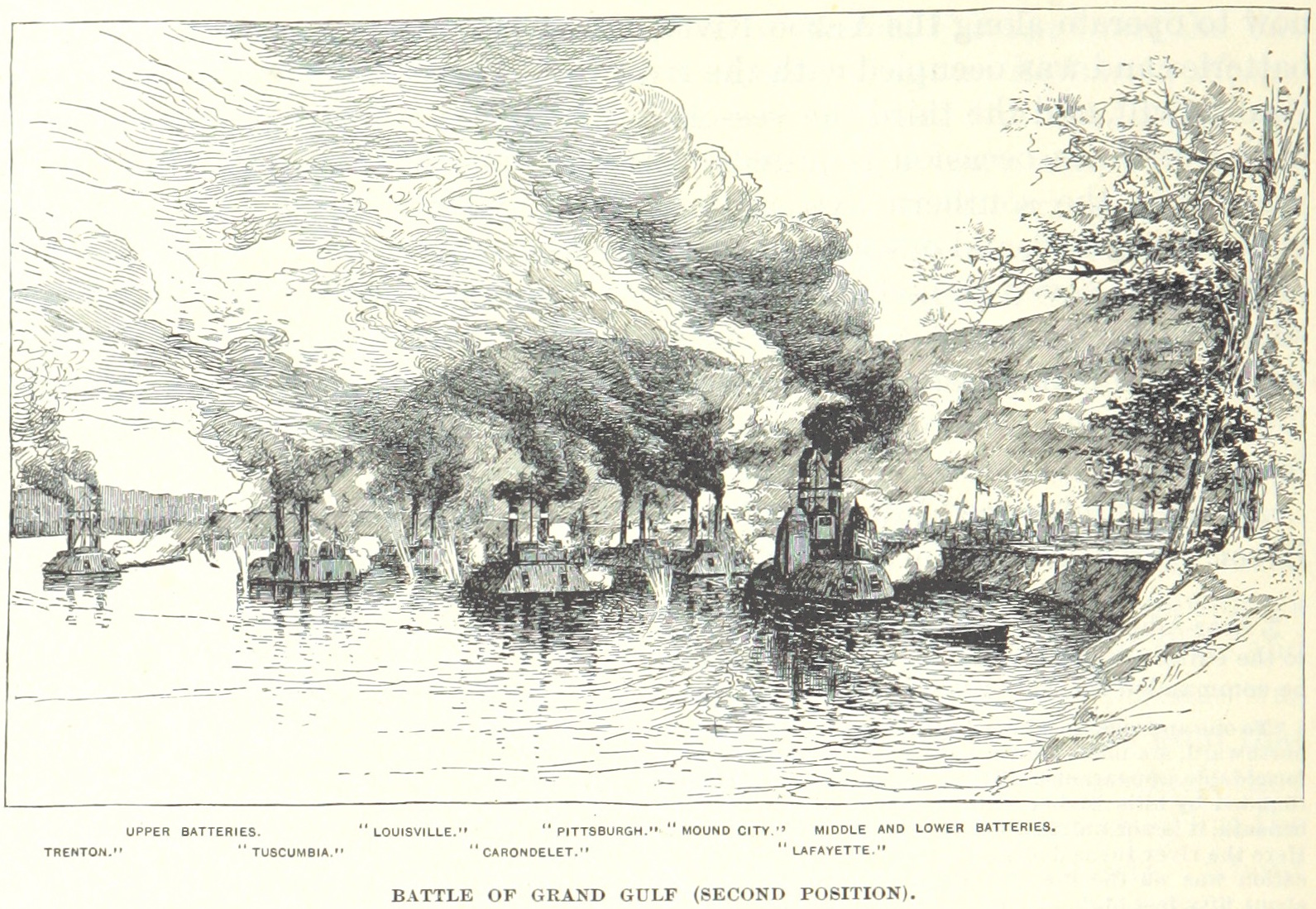
Illustrazione della battaglia del Grand Gulf.

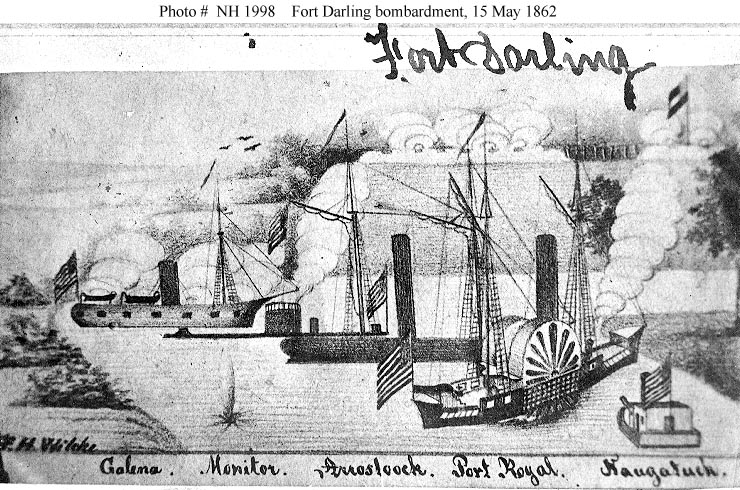
Illustrazione della Battaglia di Drewry's Bluff.

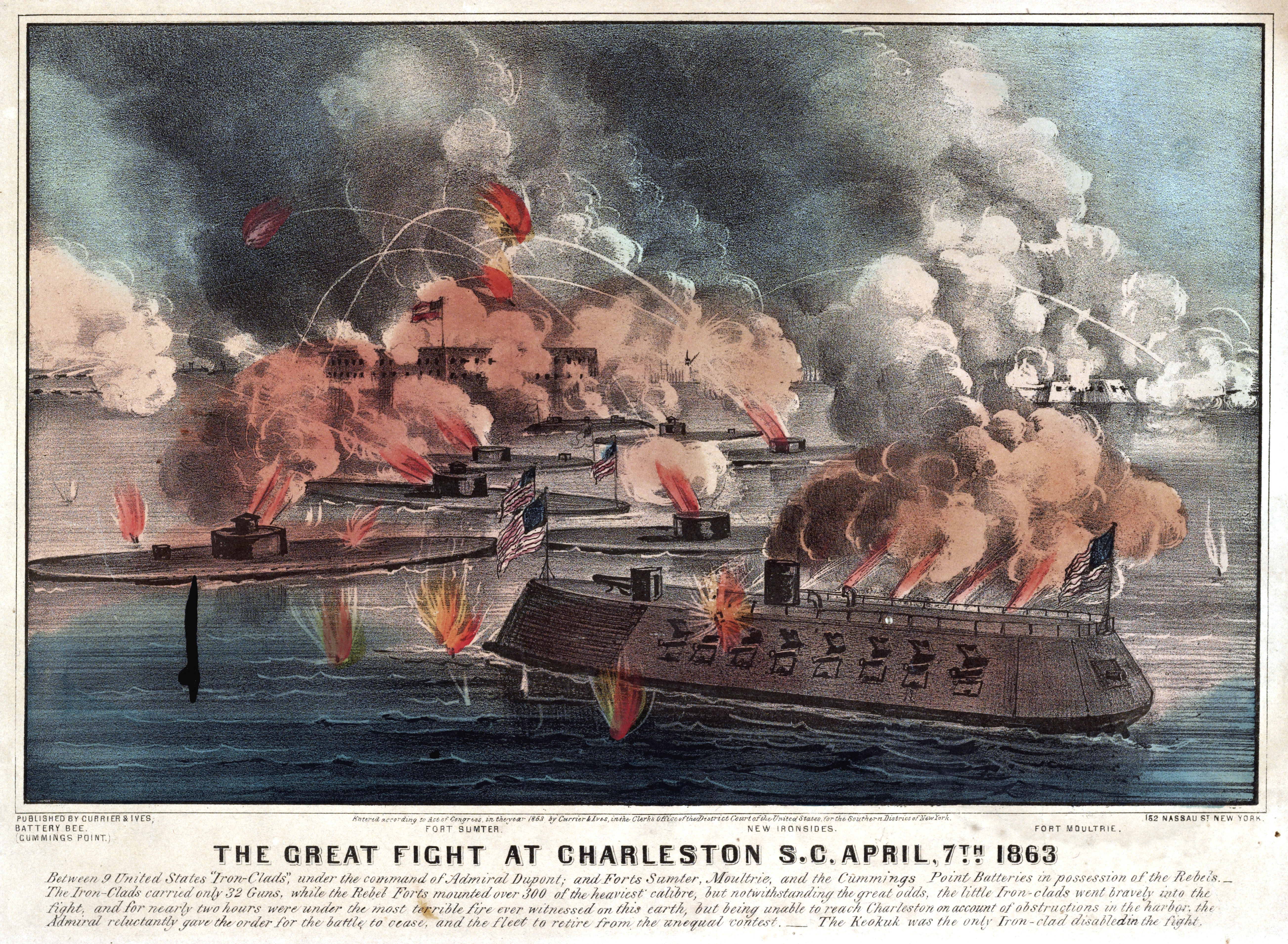
Illustrazione della prima battaglia di Charleston Harbor.

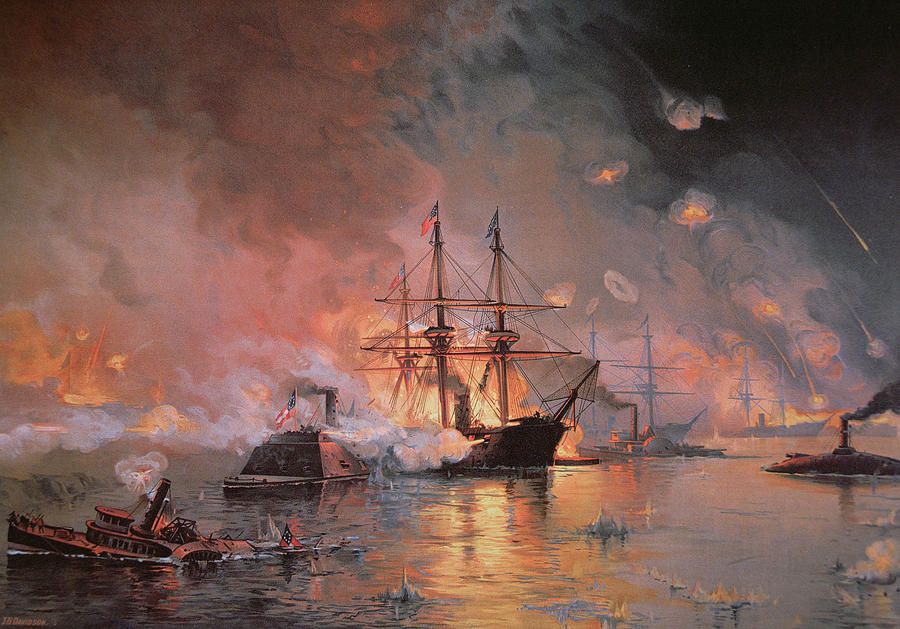
Illustrazione della battaglia di New Orleans (1862).

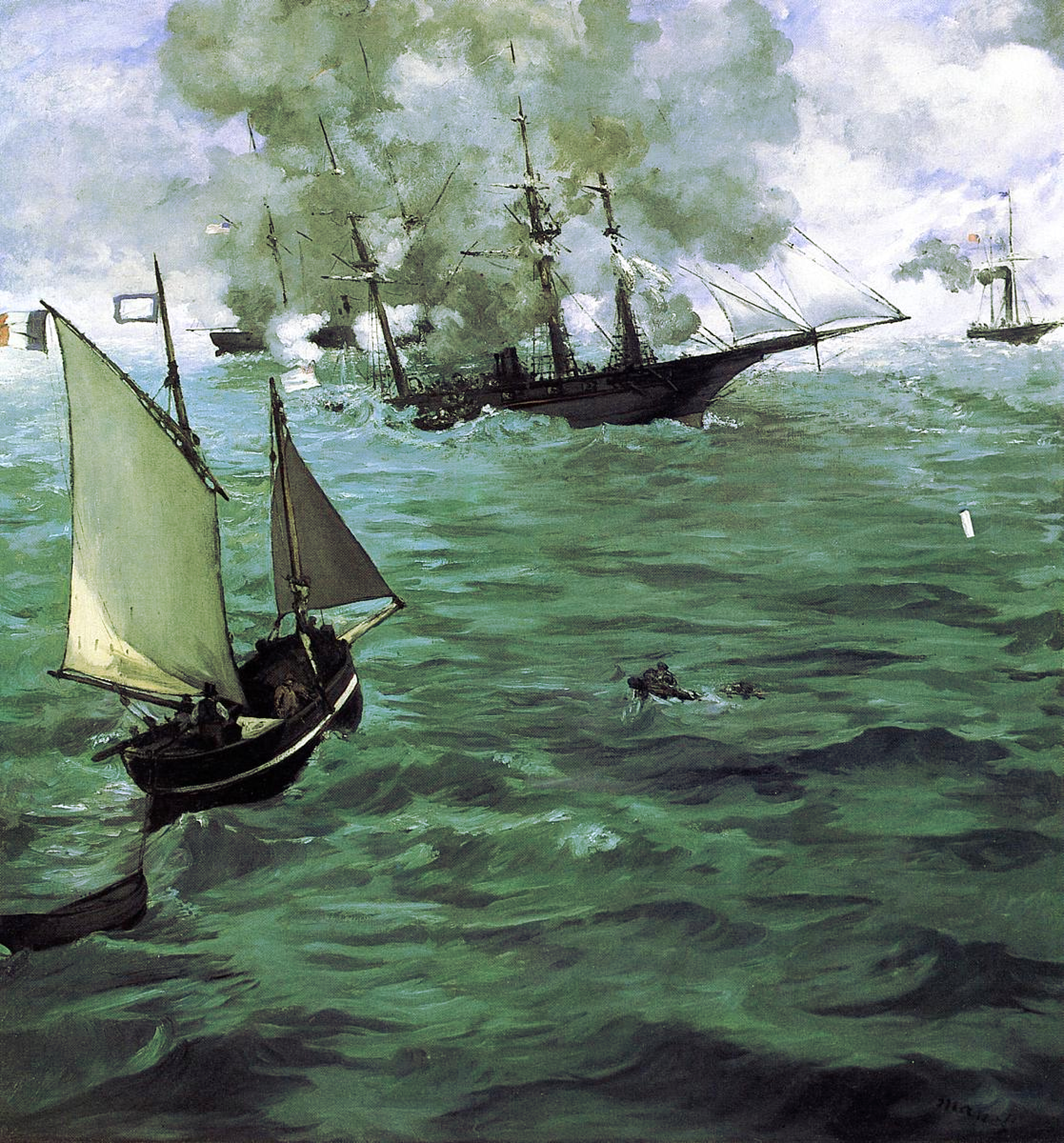
Il combattimento tra il Kearsarge e l'Alabama di Édouard Manet.

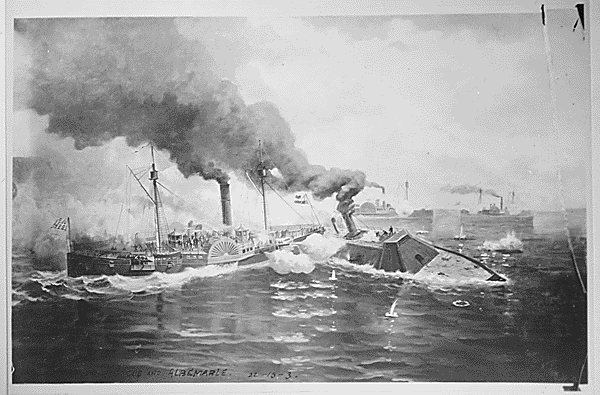
La CSS Albemarle contro la USS Sassacus nella battaglia di Albemarle Sound.

## Battaglie ed avvenimenti navali
| Nome dello scontro                                      | Data iniziale    | Data conclusiva  | Note |
| ------------------------------------------------------- | ---------------- | ---------------- | --- |
| Blocco dell'Unione                                      | 19 aprile 1861   | 1865             | Parte del Piano Anaconda |
| Battaglia di Fort Sumter                                | 12 aprile 1861   | 13 aprile 1861   | Primi colpi sparati della guerra navale, prima battaglia della guerra |
| Battaglia di of Gloucester Point                        | 7 maggio 1861    | 7 maggio 1861    | Prima battaglia navale della guerra |
| Battaglia di Sewell's Point                             | 18 maggio 1861   | 19 maggio 1861   | |
| Battaglia di Aquia Creek                                | 29 maggio 1861   | 1º giugno 1861   | Primo utilizzo della mina navale da parte delle forze confederate in combattimento |
| Battaglia di Pig Point                                  | 5 giugno 1861    | 5 giugno 1861    | |
| Battaglia di Mathias Point                              | 27 giugno 1861   | 27 giugno 1861   | |
| Naufragio della Petrel                                  | 28 luglio 1861   | 28 luglio 1861   | Una delle ultime battaglie navali della storia che coinvolgono una nave corsara |
| Battaglia di Cockle Creek                               | 5 ottobre 1861   | 5 ottobre 1861   | |
| Battaglia di the Head of Passes                         | 12 ottobre 1861  | 12 ottobre 1861  | Primo utilizzo dello sperone ferrato in guerra |
| Battaglia di Port Royal                                 | 7 novembre 1861  | 7 novembre 1861  | Prima grande battaglia navale della guerra |
| Incidente del Trent                                     | 8 novembre 1861  | 8 novembre 1861  | Cattura dei Confederati Mason e Slidell da bordo della nave britannica HMS Trent da parte della USS San Jacinto. |
| Battaglia di Cockpit Point                              | 3 gennaio 1862   | 3 gennaio 1862   | |
| Battaglia di Lucas Bend                                 | 11 gennaio 1862  | 11 gennaio 1862  | Prima battaglia che coinvolge le corazzate dell'Unione durante la guerra |
| Battaglia di Fort Henry                                 | 6 febbraio 1862  | 6 febbraio 1862  | |
| Battaglia di Elizabeth City                             | 10 febbraio 1862 | 10 febbraio 1862 | |
| Battaglia di Hampton Roads                              | 8 marzo 1862     | 9 marzo 1862     | Prima battaglia navale tra due navi da guerra corazzate |
| Battaglia di Fort Jackson e St. Philip                  | 16 aprile 1862   | 28 aprile 1862   | Terminata con la conquista di New Orleans da parte dell'Unione a seguito della Battaglia di New Orleans (25 aprile - 1º maggio 1862) La flotta unionista al comando dell'Ammiraglio David G. Farragut prende la più grande città confederata (e il suo porto principale) cominciando la risalita del Mississippi. |
| Battaglia dell'Isola numero 10                          | 28 febbraio 1862 | 8 aprile 1862    | Prima sconfitta confederata sul fiume Mississippi |
| Battaglia navale di Fort Pillow                         | 10 maggio 1862   | 10 maggio 1862   | Primo affondamento di corazzate unioniste da parte della flotta confederata fluviale |
| Battaglia di Drewry's Bluff                             | 15 maggio 1862   | 15 maggio 1862   | |
| Battaglia di Memphis                                    | 6 giugno 1862    | 6 giugno 1862    | La flotta confederata di difesa fluviale viene annientata dalle navi da guerra e dalle cannoniere corazzate unioniste |
| Battaglia di Saint Charles                              | 17 giugno 1862   | 17 giugno 1862   | |
| Battaglia di Tampa                                      | 30 giugno 1862   | 1º luglio 1862   | |
| Scontro navale alle porte di Vicksburg (Mississippi)    | 15 luglio 1862   | 15 luglio 1862   | La corazzata confederata Arkansas infligge seri danni alla flotta unionista. |
| Battaglia di Corpus Christi                             | 12 agosto 1862   | 18 agosto 1862   | |
| Battaglia di Baton Rouge                                | 5 agosto 1862    | 5 agosto 1862    | La corazzata Arkansas rimane incagliata e i confederati sono costretti ad affondarla. |
| Battaglia di Galveston Harbor                           | 4 ottobre 1862   | 4 ottobre 1862   | |
| Spedizione congiunta contro Franklin (Crumpler's Bluff) | 3 ottobre 1862   | 3 ottobre 1862   | |
| Battaglia di Fort Hindman                               | 9 gennaio 1863   | 11 gennaio 1863  | Ha portato alla più grande resa delle truppe confederate a Ovest del fiume Mississippi prima della fine della guerra |
| Azione al largo del faro di Galveston                   | 11 gennaio 1863  | 11 gennaio 1863  | |
| Battaglia di Fort McAllister                            | 3 marzo 1863     | 3 marzo 1863     | |
| Spedizione di Yazoo Pass (battaglia di Fort Pemberton)  | 11 marzo 1863    | 11 marzo 1863    | |
| Prima battaglia di Charleston Harbor                    | 7 aprile 1863    | 7 aprile 1863    | Attacco navale a Charleston (Carolina del Sud) da parte di corazzate dell'Unione. |
| Battaglia di Wassaw Sound                               | 17 giugno 1863   | 17 giugno 1863   | |
| Battaglia di Portland Harbor                            | 27 giugno 1863   | 27 giugno 1863   | |
| Prima battaglia di Fort Wagner                          | 10 luglio 1863   | 11 luglio 1863   | |
| Seconda battaglia di Fort Wagner                        | 18 luglio 1863   | 18 luglio 1863   | |
| Seconda battaglia di Charleston Harbor                  | 17 agosto 1863   | 8 settembre 1863 | |
| Seconda battaglia di Sabine Pass                        | 8 settembre 1863 | 8 settembre 1863 | La maggiore vittoria confederata unilaterale della guerra |
| Seconda battaglia di Fort Sumter                        | 9 settembre 1863 | 9 settembre 1863 | |
| Attacco all'USS New Ironsides                           | 5 ottobre 1863   | 5 ottobre 1863   | La CSS David diventa la prima torpediniera ad effettuare un attacco di successo su una nave da guerra nemica in combattimento |
| Battaglia di Fort Brooke                                | 16 ottobre 1863  | 18 ottobre 1863  | |
| Naufragio della USS Housatonic                          | 17 febbraio 1864 | 17 febbraio 1864 | Il CSS H. L. Hunley diventa il primo sottomarino ad affondare una nave da guerra nemica in combattimento |
| Battaglia di Fort Pillow                                | 12 aprile 1864   | 12 aprile 1864   | |
| Battaglia di Plymouth                                   | 17 aprile 1864   | 20 aprile 1864   | |
| Battaglia di Albemarle Sound                            | 5 maggio 1864    | 5 maggio 1864    | |
| Battaglia di Cherbourg                                  | 19 giugno 1864   | 19 giugno 1864   | Ha portato all'affondamento del raider confederato CSS Alabama da parte della USS Kearsarge al largo di Cherbourg, nel Secondo Impero francese. |
| Battaglia della baia di Mobile                          | 2 agosto 1864    | 23 agosto 1864   | La più ampia vittoria navale unionista dell'intera guerra |
| Incidente di Bahia                                      | 7 ottobre 1864   | 7 ottobre 1864   | Ha portato alla cattura del raider confederato CSS Florida, incidente internazionale con l'Impero del Brasile |
| Conquista di Plymouth                                   | 29 ottobre 1864  | 31 ottobre 1864  | |
| Spedizione di Rainbow Bluff (incidente di Jamesville)   | 9 dicembre 1864  | 9 dicembre 1864  | |
| Seconda battaglia di Fort Fisher                        | 13 gennaio 1865  | 15 gennaio 1865  | Il più vasto assalto anfibio della guerra |
| Battaglia di Trent's Reach                              | 23 gennaio 1865  | 25 gennaio 1865  | La più grande battaglia navale conclusiva della guerra |

- 2 giugno 1865 - La CSS Shenandoah termina le operazioni nel Mare di Bering, dopo aver catturato ben 11 baleniere in quello stesso giorno.
- 2 agosto 1865 - La Shenandoah apprende la fine della guerra.
- 6 novembre 1865 - La Shenandoah si consegna ai Britannici a Liverpool.